# 克内希斯泰登修道院

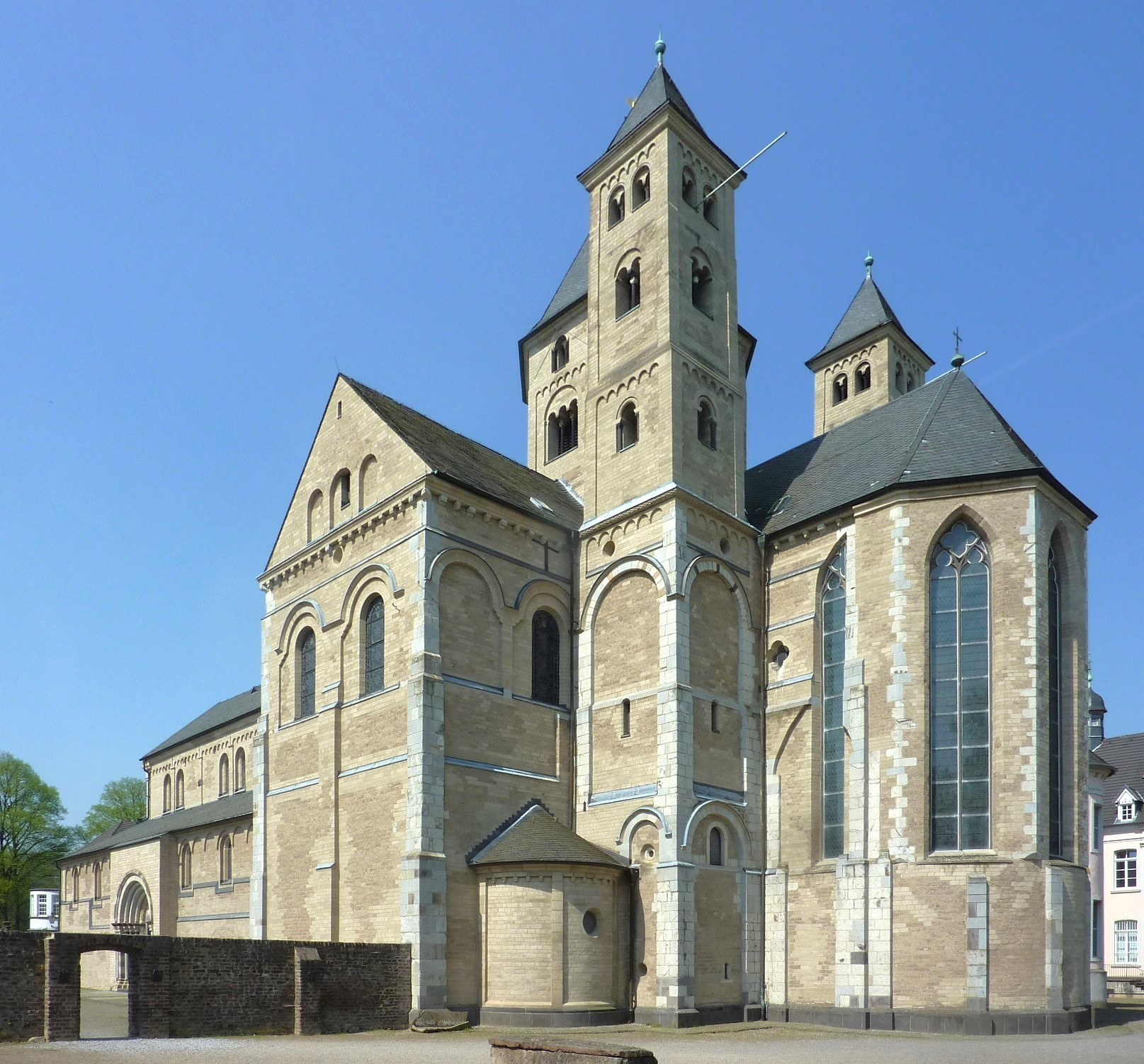

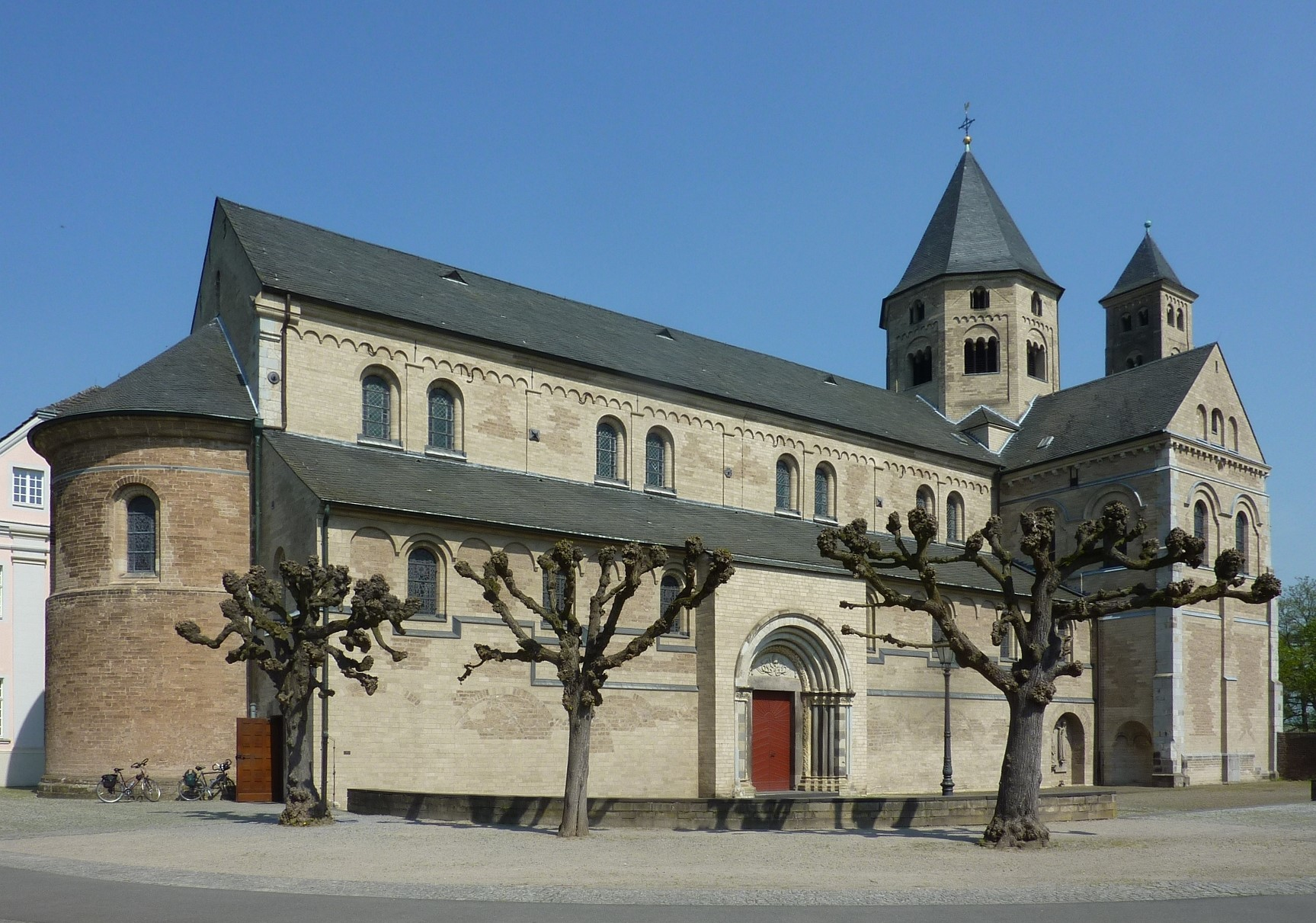

克内希斯泰登修道院（德語：  Kloster Knechtsteden) 是一座罗马天主教修道院，位于德国北莱茵-威斯特法伦州 杜塞尔多夫行政区诺伊斯莱茵县的多尔马根。修道院原属普雷蒙特雷會，自 1890 年代起属于圣神会。修道院创建于 1130 年，1138 年开始建造修道院教堂，这座圣安德肋圣马达肋纳堂于 1974 年升格为宗座圣殿。